# インドミー
インドミー（インドネシア語: Indomie）は、インドネシアの食品会社インドフード が製造・販売する即席麺。汁つきで食べるラーメンタイプと、汁なしの焼きそばタイプに大別され、様々な風味・食感の商品がある（「種類」「材料（オリジナルタイプ）参照）。他のアジア諸国やオーストラリア、アフリカ、アメリカ合衆国、ヨーロッパで販売されている。インドネシアでは日本円換算20～30円ほどで購入でき、国民食として普及している。インドフードはサリム・グループの一社である。

## 種類
インドミーには次のバリエーションがある。
- インドミー・ミーゴレン (Indomie mi goreng)
- プダス（インドネシア語で「辛い」を意味する） (Indomie hype abis)
- ルンダン風 (Indomie mi goreng rendang)
- サテ風味 (Indomie mi goreng sate)
- バーベキューチキン (Indomie BBQ ayam)
- チキン (Indomie mi goreng ayam)
- オニオンチキン (Indomie ayam bawang)
- スペシャルチキン (Indomie ayam spesial)
- カレーチキン (Indomie kari ayam)
- 牛ミートボール風 (Indomie mi goreng rasa baso sapi)
- ソト (Soto (food)) （汁入り） (Indomie rasa soto mie)
- kriuuk入り（チキン、オニオン、スパイシーの3種がある） (Indomie Mi goreng Kriuuk.. 8x)
- 四川風 (Indomie premium szechuan)

通常は85グラム入りであるが、120グラム入りのジャンボパックもある。

## 材料（オリジナルタイプ）
カッコ内の番号は添加物の種類を示す。www.in-syncminerals.comのサイト等を参照。
麺 (mie)
小麦粉（62%）、パーム油（酸化防止剤 (319) を含む）、タピオカデンプン、食塩、炭酸ナトリウム、炭酸水素カリウム、植物ガム (412) 、色素 (101)
調味料 (bumbu)
食塩(%)、砂糖(%)、グルタミン酸ナトリウム(%)、ガーリックパウダー(%)、オニオンパウダー(%)、酵母エキス、香料、コショウ、凝結防止剤 (Anticaking agent)  (551)
調味油 (minyak bumbu)
精製パーム油(%)、タマネギ、ビタミンE
甘口醤油 (kecap manis)
砂糖、水、食塩、小麦粉、大豆、香辛料、ゴマ油
チリソース (sambal)
唐辛子、水、砂糖、塩、タピオカデンプン、酸味料 (260, 330) 、グルタミン酸ナトリウム、ニンニク香料、保存料 (221, 223)(このチリソースは他のシリーズだとチリパウダー(cabe)になる)
揚げタマネギ (bawang goreng)
刻んだタマネギを茶色くカリカリになるまで揚げたもの。

## 調理法
鍋で沸騰させた湯で3分間茹で、その間に調味料を混ぜ合わせておく。茹でた麺を湯切りして盛り付け、上から揚げタマネギをかけ、お好みでトッピングする。ラーメンタイプと、汁なしの焼きそばタイプがある。

## 安全性
インドミーは、ハラールの基準に適合している。また、フェニルアラニンを含むため、フェニルケトン尿症の患者は食べられない。